# Jamie Vardy
Jamie Richard Vardy (Sheffield, Anglaterra, 11 de gener de 1987) és un futbolista anglès que actualment juga al Leicester City de la Premier League d'Anglaterra.

## Trajectòria esportiva
A diferència d'altres futbolistes professionals anglesos, Jamie Vardy va ser descobert a una edat tardana. Quan tenia 16 anys va ser alliberat del Sheffield Wednesday i va haver de fitxar per un conjunt amateur, l'Stocksbridge Park Steels, del qual va ser el davanter més destacat al llarg de set temporades. En aquella època el seu salari no superava les 30 lliures setmanals i havia de compaginar l'esport amb una ocupació com a tècnic en una fàbrica de fèrules. Al començament de la temporada 2010-11 va ser contractat pel Halifax Town (Conference North) i en la campanya 2011-12 va marxar al Fleetwood Town (Conference National) per despuntar amb 31 gols en 36 partits, vitals en l'ascens a la League Two.
El 17 de maig de 2012 es va fer oficial que el Leicester City F.C. havia pagat 1 milió de lliures pel seu traspàs. Això convertia al davanter de Sheffield, als 25 anys, en el fitxatge més car fins a la data d'un jove procedent de categories inferiors a la Football League. Quatre mesos abans, el Fleetwood havia rebutjat una oferta del Blackpool FC4. L'adaptació de Vardy a la lliga professional no va ser fàcil. En el seu debut només va fer 4 gols en 26 partits i les crítiques d'alguns aficionats pel seu estat de forma el van portar a perdre la confiança. Malgrat això, l'entrenador Nigel Pearson li va donar continuïtat i en l'edició 2013-14 seus números van ser molt diferents: el Leicester va obtenir l'ascens la Premier League i ell va aconseguir 17 gols en 36 partits, essent a més el màxim golejador dels Foxes. Els seus companys d'equip li van atorgar el premi al millor jugador de la temporada. L'any 2014/15, el primer a l'elit, va poder disputar 34 partits -26 com a titular- i marcar 5 gols, gairebé tots a la recta final. El 21 maig 2015 va ser convocat per primera vegada amb la selecció d'Anglaterra. La temporada 2015/16, el nou entrenador Claudio Ranieri va apostar per Vardy com a únic davanter centre. La bona ratxa de resultats del Leicester, que ha arribat a ser líder revelació de la Premier League, ha coincidit amb el millor moment de forma de l'ariet. A l'octubre de 2015 la lliga li va concedir el premi al «Jugador del mes d'octubre», i des del 29 d'agost fins al 5 de desembre ha marcat almenys un gol per partit. El 28 de novembre va establir un rècord individual com a l'únic futbolista que ha marcat en 11 jornades seguides de la Premier, superant la marca anterior de Ruud van Nistelrooy.
El descobriment tardà de Jamie Vardy ha suscitat comparacions amb altres davanters que van viure una situació similar a la seva, com Ian Wright, Antonio Di Natale i Salvatore Schillaci. La temporada 2019-20, aconseguirà la seva primera bota d'or a la Premier League marcant 23 gols en tota la temporada, superant els 22 que marcaran Pierre-Emerick Aubameyang, i Danny Ings. A la temporada 2020-21 assolirà el seu segon trofeu amb el Leicester City guanyant la copa anglesa de futbol, també coneguda com a F.A Cup, davant del Chelsea F.C.